# روزا ت. شينغ
روزا ت.شينغ (بالإنجليزية: Rosa T. Sheng)‏ وهي مهندسة معمارية في سان فرانسيسكو، كاليفورنيا. وهي زميلة في المعهد الأمريكي للمهندسين المعماريين. بعد أن عملت في بوهلين سيوينسكي جاكسون انضمت روزا إلى سميث جروب كمديرة في عام 2017، حيث كانت رئيسة لقسم المال التابع للشركة. أصبت شينغ رئيسة الجمعية الأمريكية للمعماريين في سان فرانسيسكو ، وهي أول امرأة أميركية آسيوية تعمل في هذا الدور خلال 136 عامًا بالمنظمة. وهي الرئيسة المؤسسة لـ «Equity - للتصميم» وهي عضوة في هيئة AIA Equity.

## حياتها وتعليمها
تخرجت شينغ من جامعة سيراكيوز ببكالوريوس في الهندسة المعمارية.

## عملها

### الممارسة المعمارية
أمضت شينغ 20 عاماً كمهندسة معمارية في بوهلين سيوينسكي جاكسون في سان فرانسيسكو ، حيث كانت مسؤولة عن عدد من المشاريع كمصممة ومديرة للمشروع. قامت ببعض التصاميم لأبل ستور في نيويورك وسان فرانسيسكو وتشمل المشاريع البارزة الأخرى: استوديوهات بيكسار للرسوم المتحركة، إميريفيل، كاليفورنيا (2001)، كلية ميلز، أوكلاند، كاليفورنيا، جامعة كاليفورنيا (دافيس) (2014).
وهي حالياً مديرة لـ سميث جروب، سان فرانسيسكو، حيث تقوم بعمل تصاميم الجامعة وأماكن العمل المختلفة.

### الدعوة للتغيير الاجتماعي
في عام 2013، قامت شينغ بتأسيس شركة Equity لبناء منصة دعم المجتمع. قامت الشركة باستطلاعات حول ظروف العمل في الهندسة المعمارية ، وقامت بنشر نتائج الأبحاث، وشاركت الموارد حول الممارسة المنصفة.

## جوائز
- AIASF الثناء الرئاسي لعام 2014 -الانجازات الفردية لشركة Equity [بحاجة لمصدر]
- جائزة بيفرلي ويليس للريادة، 2017 [16]

## وصلات خارجية
- Equity By Design
- Why Equity Matters, TEDxPhiladelphia talk, June 2015